# Milano
Milano är en stad och kommun i regionen Lombardiet i norra Italien. Milano är huvudort i Lombardiet och i storstadsregionen Milano, innan 31 december 2014 provinsen Milano. Milano är Italiens näst största stad och är centrum för ett storstadsområde som räknas till Europas största. Här finns en av världens främsta operascener, Teatro alla Scala eller "La Scala".

## Historia
Enligt gammal tradition skall Milano ha grundlagts av kelterna omkring 600 f.Kr. Staden kallades av romarna Mediolanum och var insubrernas huvudstad, tills den 222 f.Kr. intogs av romarna. Under kejsartiden blev den Italiens andra stad och ett vetenskapernas hem, men led fruktansvärt under folkvandringarnas stormar. 452 blev den erövrad och plundrad av Attila, 490 intagen av Teoderik den store och 539 ödelagd av burgunder och goter. 569 besattes den av langobarderna och införlivades jämte deras rike 774 med Karl den stores välde. Flera av dennes efterföljare lät som kungar av Italien kröna sig i Milano eller Pavia med den i Monza förvarade järnkronan.

### Medeltiden
Efter Otto I:s kröning 962 hörde Milano med kungariket Italien till det tysk-romerska riket och styrdes genom kejserliga ståthållare. Under 1100-talet gjorde Milano som huvud för det lombardiska statsförbundet och guelfernas parti ofta uppror mot kejsarna, men blev flera gånger hårt tuktat, i synnerhet av Fredrik Barbarossa 1158 och 1162, vid vilket sistnämnda tillfälle alla borgare måste lämna staden, som förstördes. Efter det lombardiska statsförbundets seger i slaget vid Legnano 1176 blev Milano genom fördraget i Konstanz 1183 en fri stad, som dock erkände kejsaren som länsherre.
Partistriderna mellan guelfer, anförda av familjen della Torre, och ghibelliner, med familjen Visconti i spetsen, störde stadens lugn, så att den inte erhöll någon fast författning. Emellertid hade huset Visconti med kejsarnas hjälp utvidgat stadens och sin egen makt över flera av Lombardiets mest blomstrande städer, och 1395 blev Milano huvudstad i det då upprättade hertigdömet Milano under Gian Galeazzo Visconti, som köpte hertigvärdigheten av kejsar Wenzel. Då huset Visconti utslocknade på manssidan 1447 med Filippo Maria, valdes dennes måg Francesco I Sforza till hertig av Milano. 1499 erövrade Ludvig XII av Frankrike Milano, på vilket han gjorde anspråk som ättling av släkten Visconti på kvinnosidan, men han förlorade det under kriget mot den så kallade heliga ligan 1512. Frans I erövrade det på nytt 1515, men miste det åter 1521.
Då familjen Sforza utslocknade 1535 med hertig Francesco II Sforza, gav kejsar Karl V hertigdömet som ledigt rikslän åt sin son Filip, varefter det var förenat med Spanien, tills det genom freden i Utrecht 1713 och freden i Rastatt 1714 lades till österrikiska monarkin. Det bildade därefter tillsammans med hertigdömet Mantua det österrikiska Lombardiet. Genom freden i Wien 1735 och fördraget i Worms 1743 lades delar därav till Sardinien.

### Från 1797 till 1859
Efter det att Napoleon I 1796–1797 erövrat norra Italien blev Milano 1797 huvudstad i Cisalpinska republiken, 1802 i Italienska republiken och 1805 i kungariket Italien. Vid dettas upplösning 1814 fick Sardinien sina forna andelar (8 260 km²) tillbaka och Österrike det övriga (21 585 km²) av det forna hertigdömet Milano, som förenades med det nybildade kungariket Lombardiet-Venetien.
Under åren närmast före 1848 var Milano huvudsätet för den nationella agitationen mot Österrike, och 18-23 mars 1848 pågick där blodiga gatustrider, som slutade med att de österrikiska trupperna under Josef Radetzky nödgades lämna staden. Redan 6 augusti måste den dock, övergiven av piemonteserna, öppna portarna för Radetzky. Konfiskering av de emigrerades egendom, en mängd avrättningar och odrägliga skattebördor gjorde österrikarna ännu mer förhatliga; dock undertrycktes lätt det av Giuseppe Mazzini förberedda upproret 6 februari 1853.
Efter slaget vid Magenta 4 juni 1859 lämnade den österrikiska besättningen staden, i vilken 8 juni Napoleon III och kung Viktor Emanuel höll sitt intåg. I fredspreliminärerna i Villafranca 12 juli 1859 avträddes Milano jämte det övriga Lombardiet till Napoleon, som omedelbart därefter lämnade det till Sardinien.

### 1900-tal och nutid
År 1919 grundade Mussolini sin fascistiska rörelse i Milano och härifrån startades Mussolinis marsch till Rom. Under andra världskriget bombades staden svårt av de allierade och amerikanska trupper intog staden 1945. Då hade motståndsrörelsen tagit över kontrollen av staden och avrättat Mussolini och andra fascistledare.

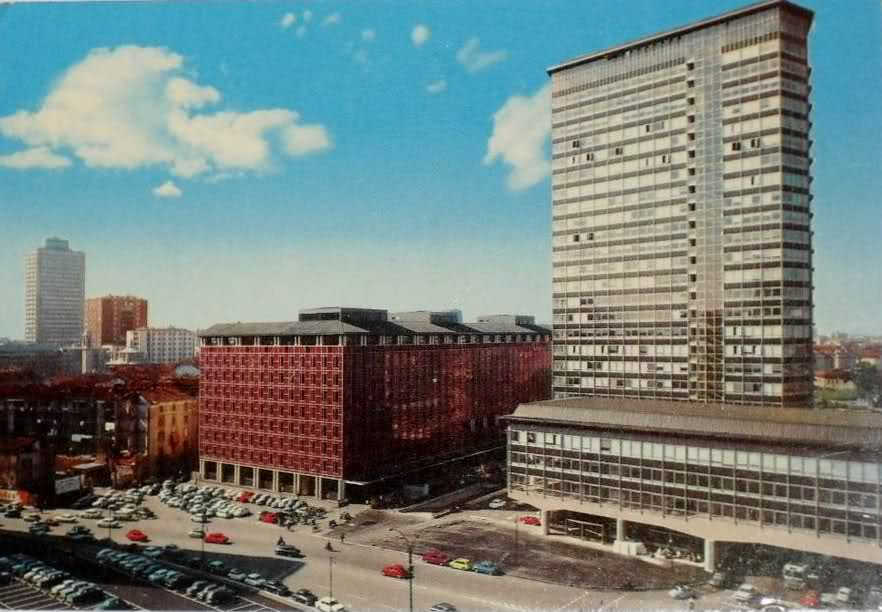
Milano på 1960-talet

Efter andra världskriget följde en ekonomisk boom från 1950-talet och framåt med stor inflyttning till Milano. Staden återuppbyggdes och fick nya landmärken som Pirelliskyskrapan.
I slutet av 1960-talet och under 1970-talet startade en våg av gatuvåld, politisk terrorism och strejker, bland annat Bombdådet på Piazza Fontana 1969.
Under 1990-talet briserade Tangentopoli, en stor politisk skandal med många lokala politiker och affärsmän inblandade. Milano drabbades också av en finanskris och ekonomin genomgick en omfattande omstrukturering, bland annat lades industrier som Alfa Romeo i Arese ned.
2015 arrangerades världsutställningen Expo 2015 i Milano.

## Klimat
Uppmätta normala temperaturer och -nederbörd i Milano:
|                                            | Jan  | Feb | Mar  | Apr  | Maj  | Jun  | Jul  | Aug  | Sep  | Okt  | Nov  | Dec  |
| ------------------------------------------ | ---- | --- | ---- | ---- | ---- | ---- | ---- | ---- | ---- | ---- | ---- | ---- |
| Normaldygnets maximitemperaturs medelvärde | 4,6  | 8,2 | 13,2 | 17,5 | 21,9 | 26,1 | 28,9 | 27,7 | 24,3 | 17,8 | 10,2 | 5,4  |
| Normaldygnets minimitemperaturs medelvärde | −1,9 | 0,1 | 3,3  | 7,0  | 11,2 | 15,0 | 17,3 | 16,7 | 13,5 | 8,4  | 3,6  | −0,9 |
|                                            |      |     |      |      |      |      |      |      |      |      |      |      |
| Nederbörd                                  | 64   | 63  | 82   | 82   | 97   | 65   | 68   | 93   | 69   | 100  | 101  | 60   |

| Diagram | temperaturer i °C • månadsnederbörd i mm | temperaturer i °C • månadsnederbörd i mm | temperaturer i °C • månadsnederbörd i mm | temperaturer i °C • månadsnederbörd i mm | temperaturer i °C • månadsnederbörd i mm | temperaturer i °C • månadsnederbörd i mm | temperaturer i °C • månadsnederbörd i mm | temperaturer i °C • månadsnederbörd i mm | temperaturer i °C • månadsnederbörd i mm | temperaturer i °C • månadsnederbörd i mm | temperaturer i °C • månadsnederbörd i mm | temperaturer i °C • månadsnederbörd i mm |
|         | 64 5 -2                                  | 63 8 0                                   | 82 13 3                                  | 82 18 7                                  | 97 22 11                                 | 65 26 15                                 | 68 29 17                                 | 93 28 17                                 | 69 24 14                                 | 100 18 8                                 | 101 10 4                                 | 60 5 -1                                  |

## Stadsbild
Milano har sedan 1990-talet förnyat bebyggelsen i områdena Porta Nuova och CityLife.

## Ekonomi
Milano är centrum för många internationella företag och här återfinns 45 % av Lombardiets näringsliv. Här finns flera stora medieföretag: reklam- och mediabyråer, tidningar och telekommunikationsbolag: Rai, Mediaset, Telecom Italia och Sky Italia. Italienkontor för bland annat Google och Yahoo! återfinns i staden. Milano är även ett internationellt centrum för modeindustrin med över 12 000 företag med stora modehus som Giorgio Armani, Dolce & Gabbana, Prada, Gianni Versace och Valentino. Här finns också mer traditionell verkstadsindustri som Alfa Romeo och Pirelli.

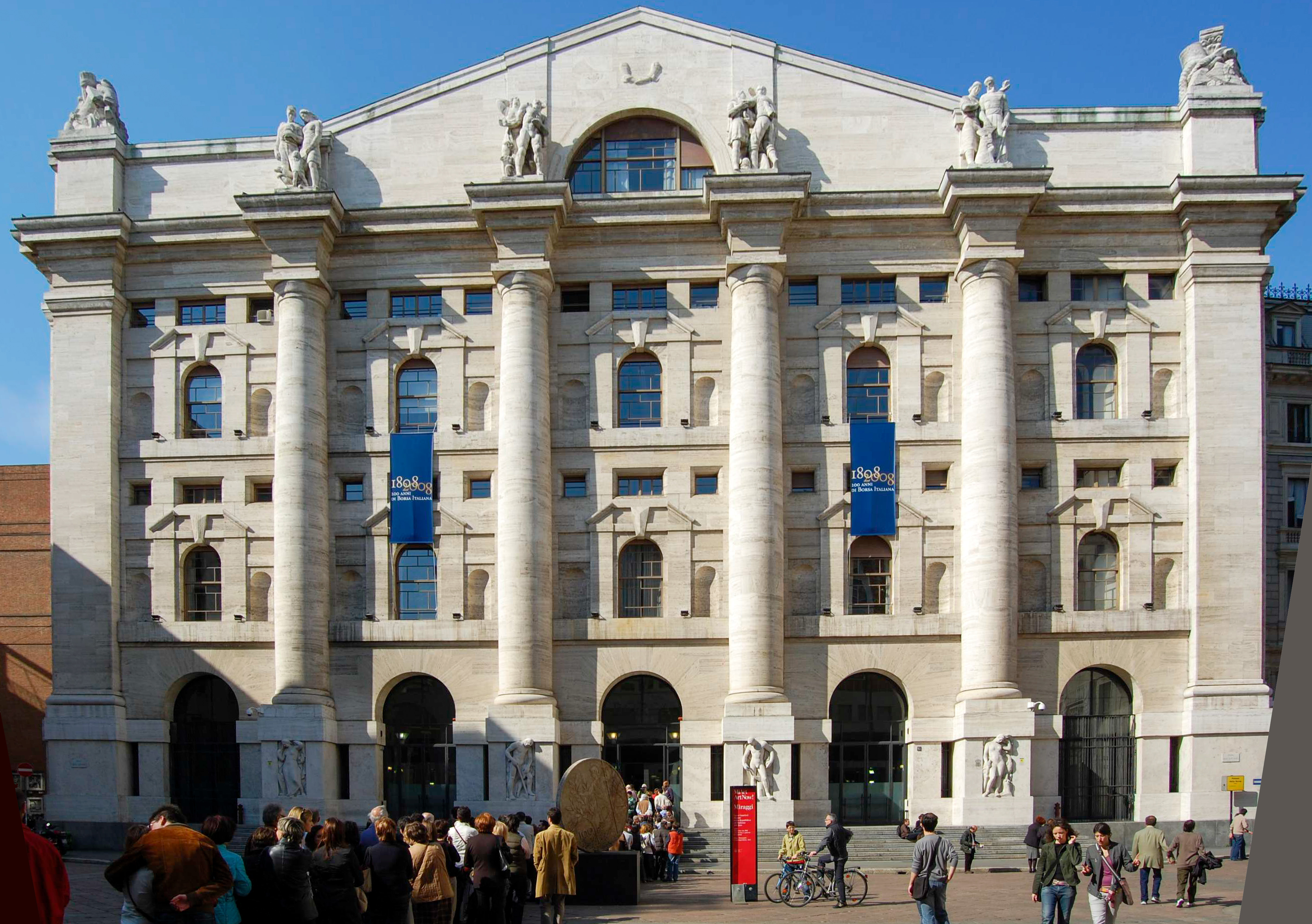
Milanobörsen vid Piazza Affari.

Milanobörsen (Borsa Italiana) är Italiens börs för handel med värdepapper som aktier. Den kallas ofta, t.ex. i dagspressen, för Piazza Affari efter det torg där den ligger. I Milano utkommer den största italienska affärsdagstidningen, Il Sole 24 Ore.

### Kända företag från Milano
- Giulio Cappellini
- Cassina S.p.A.
- Fiera Milano (Milanomässan)
- Alemagna
- Motta
- Bugatti
- Corriere della Sera/RCS
- Giangiacomo Feltrinelli Editore
- Arnoldo Mondadori Editore
- Eni
- AC Milan
- Inter
- Gaggia

## Kommunikationer

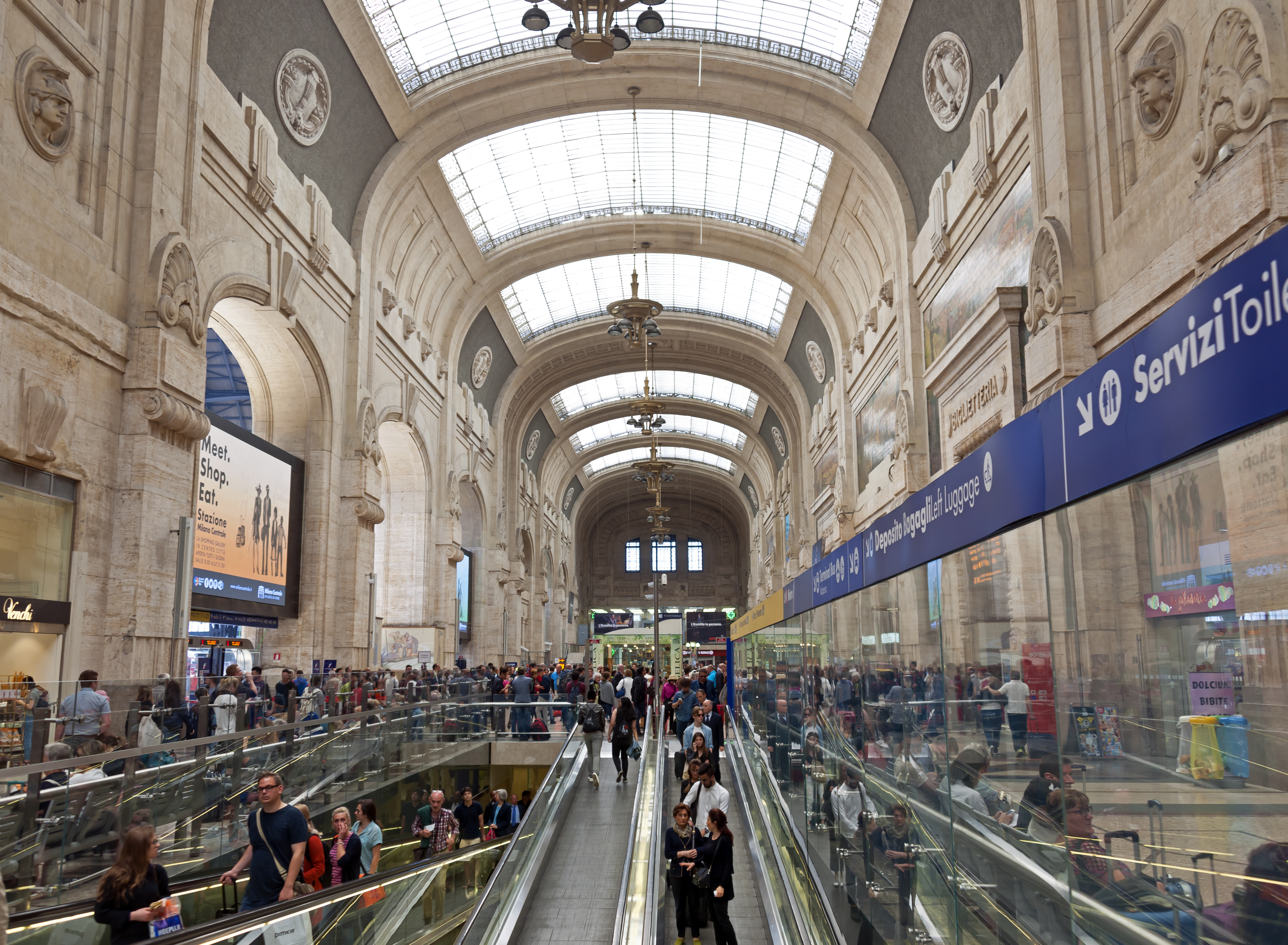
Stazione di Milano Centrale

### Flygplatser
- Milano-Malpensa flygplats
- Milano-Linate flygplats
- Bergamo-Orio al Serios internationella flygplats

### Kollektivtrafik
- Milanos spårväg
- Milanos tunnelbana

## Arkitektur och platser

### Ett urval av kyrkor
- Duomo (katedralen)
- Sant'Alessandro
- Basilica di Sant'Ambrogio
- Santa Maria delle Grazie
- San Babila
- San Bernardino alle Ossa
- Basilica di Sant'Eustorgio
- Basilica di San Lorenzo
- San Marco

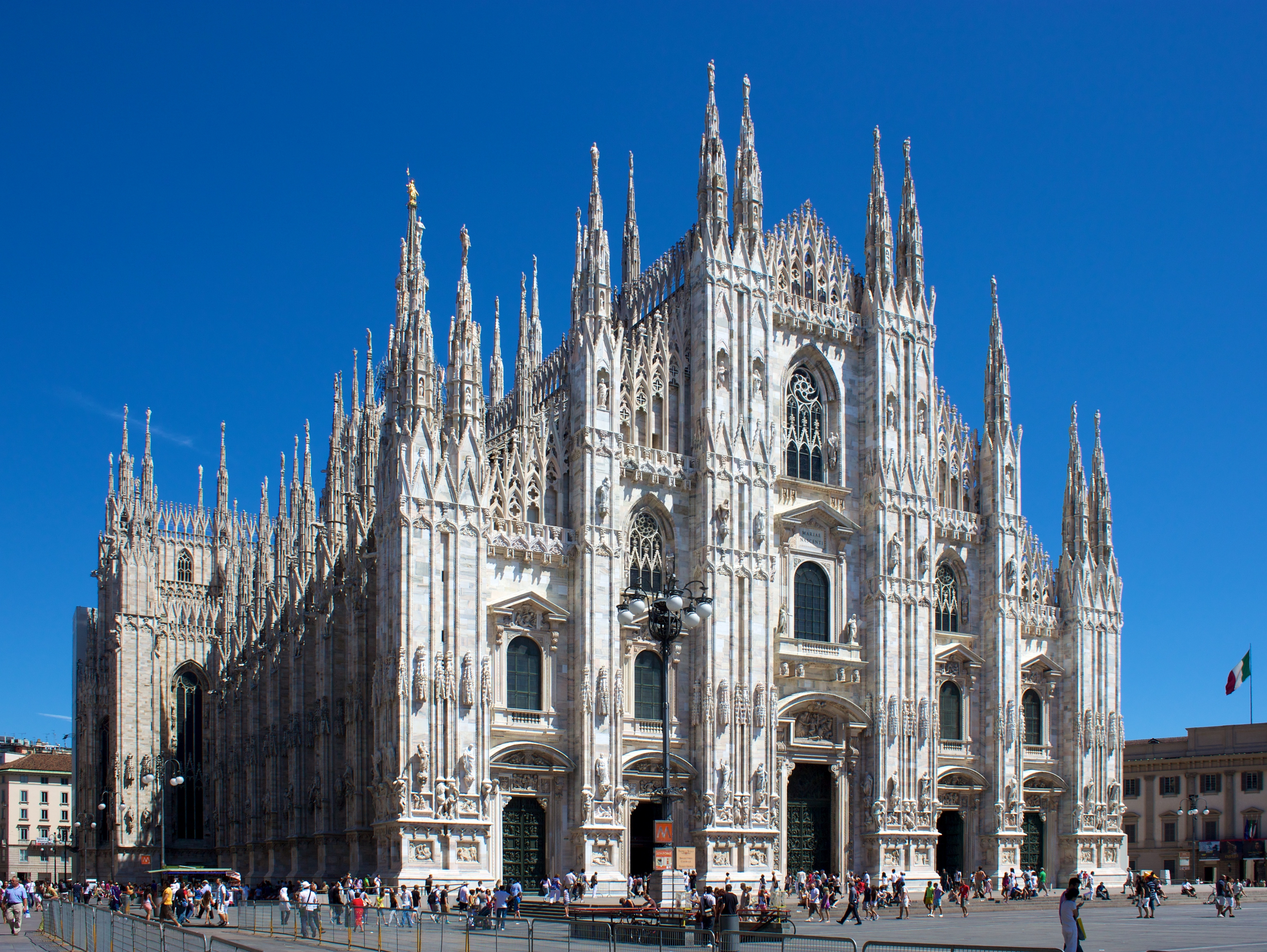
Milanos katedral

- Santuario di Santa Maria dei Miracoli
- Santa Maria del Carmine
- Basilica di San Nazaro Maggiore
- Santa Maria presso San Satiro
- San Sebastiano
- San Simpliciano
- Santo Stefano Maggiore

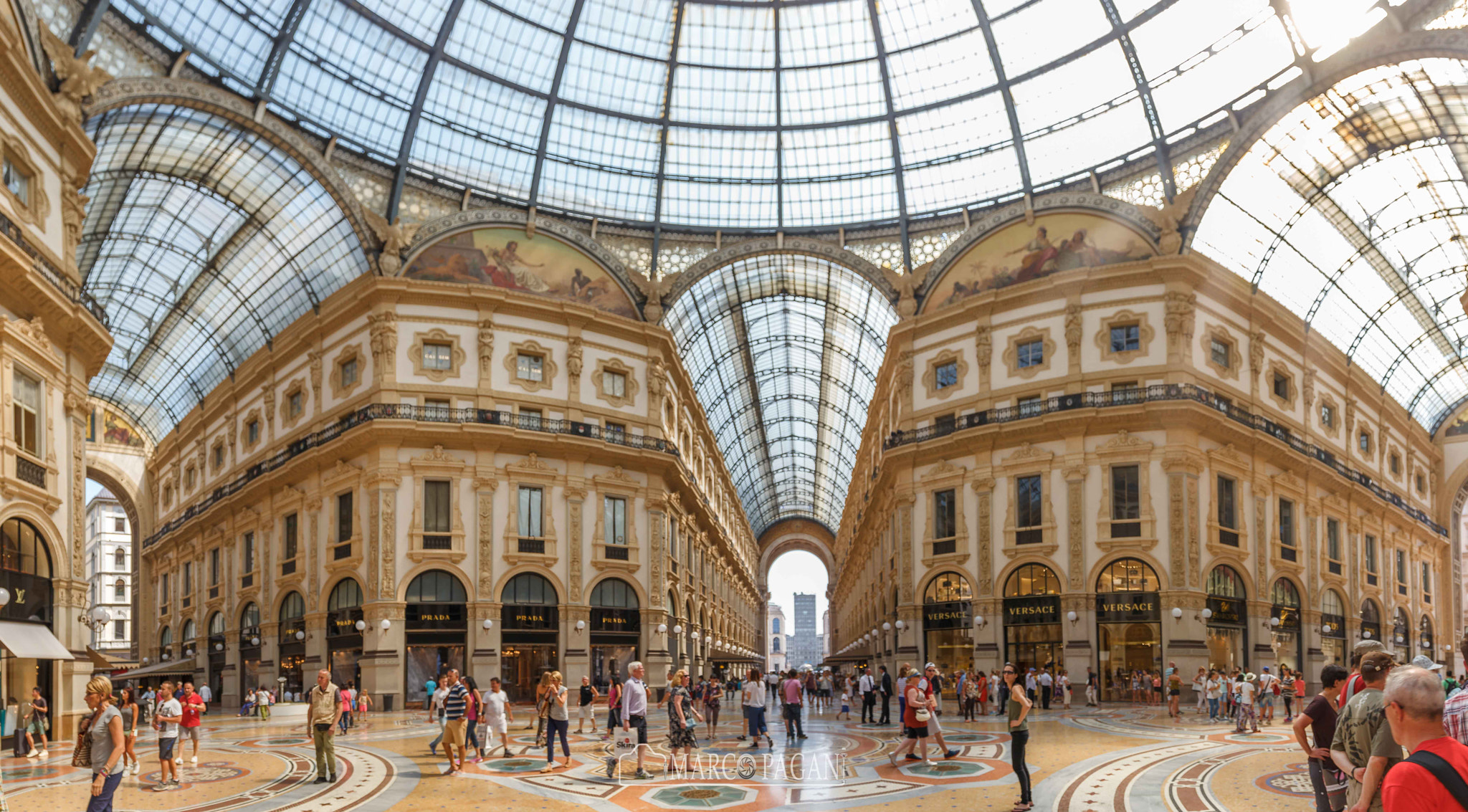
Galleria Vittorio Emanuele II
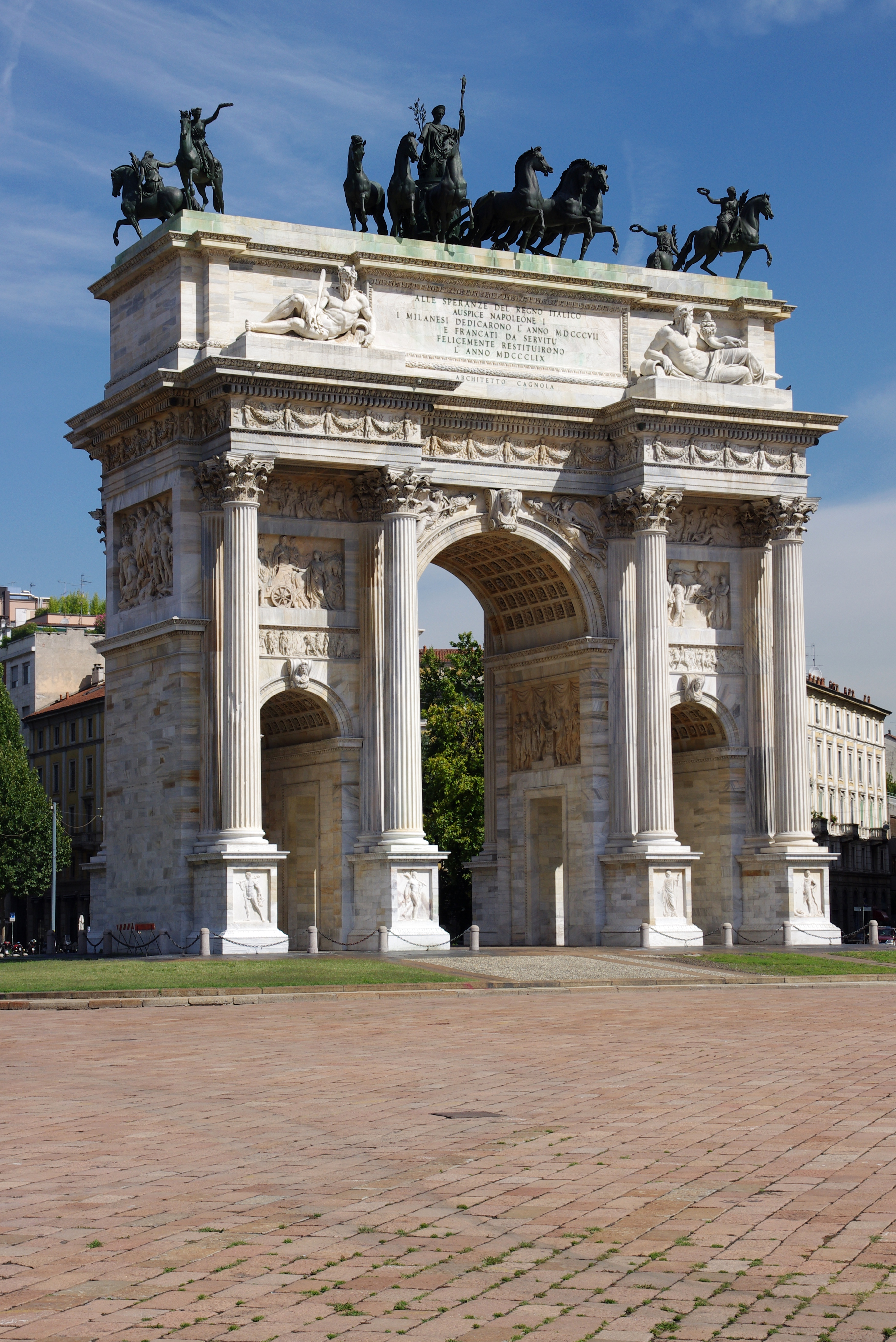
Arco della Pace Milan
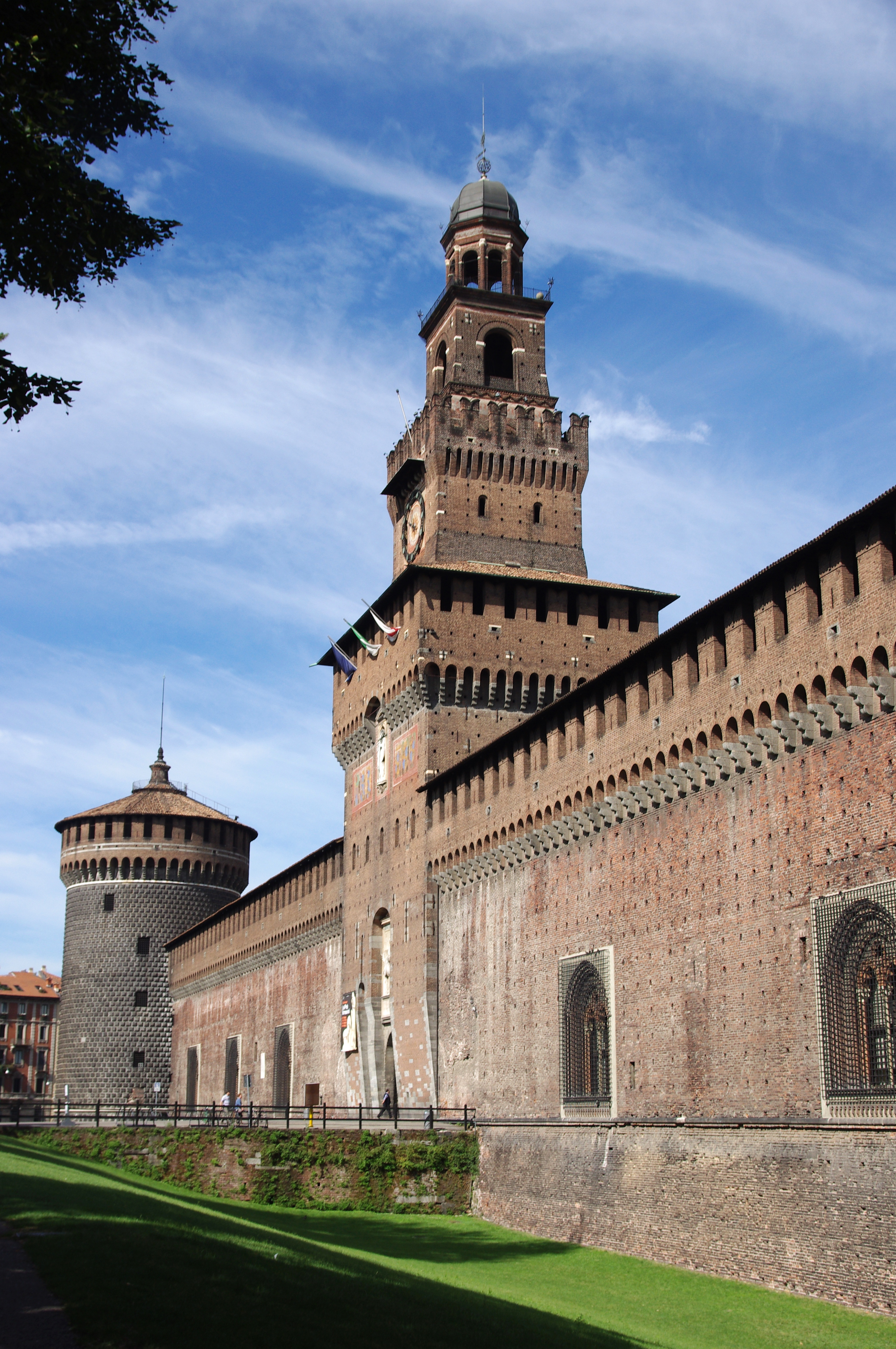
Sforzaborgen
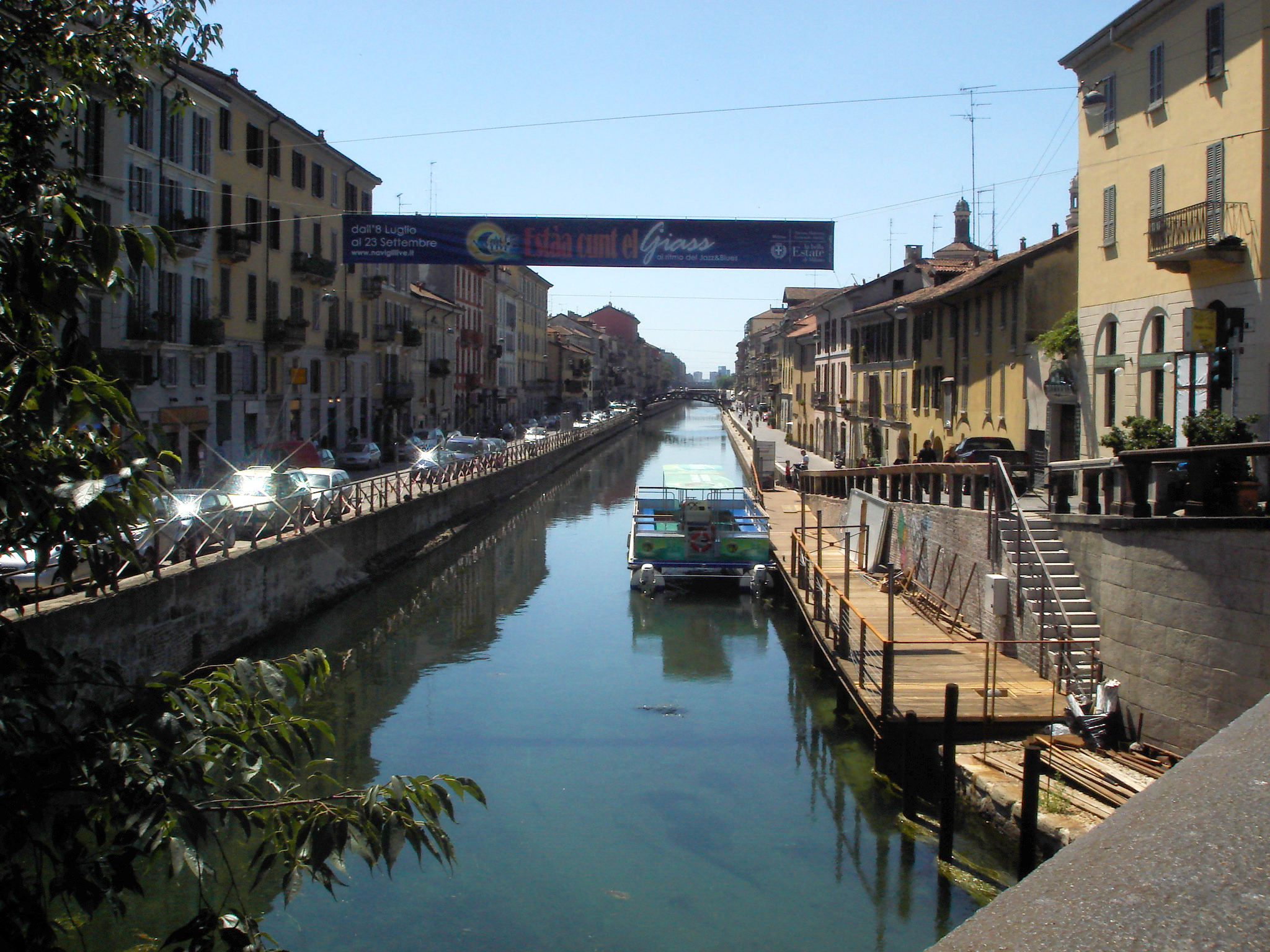
Naviglio Grande

### Berömda monument
- Alessandro Manzoni på Piazza San Fedele
- Colonne di San Lorenzo
- Disc of Pomodoro
- Fontana del Piermarini på Piazza Fontana
- Mazzinis monument på Piazza della Repubblica
- Monumento Cinque Giornate
- Napoleon som Mars fredsskaparen av Antonio Canova på Breragalleriet
- Statua di Oldrado da Trasseno del Palazzo della Ragione
- San Carlo Borromeo på Piazza Borromeo
- Leonardo's monument på Piazza della Scala
- Archi di Porta Nuova
- Leonardo da Vinci's Horse Statue på Hippodrome
- "The Needle and the Yarn" på Piazza Cadorna

### Övrig arkitektur
- Castello Sforzesco (Sforzaborgen)
- Ca' Granda (Milanos universitet)
- Palazzo della Ragione
- Palazzo Reale
- Teatro alla Scala La Scala-operan
- Stazione di Milano Centrale
- Palazzo Serbelloni
- Galleria Vittorio Emanuele II
- Velascaskyskrapan
- Pirelliskyskrapan

## Kultur
Milano är ett av världens viktigaste centrum för opera, med den berömda operan La Scala.

### Konst
Corvetto är Milanos distriktsområde för samtida konst

.

### Museer och utställningar
- Breragalleriet (Pinacoteca di Brera)
- Pinacoteca Ambrosiana
- Galleria d'Arte Moderna
- Triennale di Milano
- Castello Sforzesco
- Museo Egizio
- Museo Poldi Pezzoli
- Museo della Preistoria e Protostoria
- Museo d’Arte Antica
- Palazzo Reale
- Museo Teatro alla Scala
- Padiglione di Arte Contemporanea
- Museo di Storia Naturale
- Museo della Scienza e della Tecnica "Leonardo da Vinci"
- Galleria Vinciana
- Museo Bagatti Valsecchi
- Museo degli Strumenti Musicali
- Museo delle Arti Decorative
- Museo Archeologico
- Museo di Milano
- Museo di Storia Contemporanea
- Museo del Risorgimento

### Teatrar
- Teatro alla Scala
- Arcimboldi
- Piccolo teatro
- Teatro Lirico
- Teatro Carcano
- CRT - Teatro dell'Arte
- Manzoni
- Ventaglio Nazionale
- Nuovo
- Nuovo Piccolo Teatro
- Piccolo Teatro di Milano
- San Babila
- Smeraldo
- Ciak
- Della 14a
- Filodrammatici
- Litta
- Olmetto
- Out Off
- L'Elfo
- Porta Romana
- Franco Parenti
- Teatro Studio
- Verdi

### Universitet
- Università degli Studi di Milano, UNIMI
- Politecnico di Milano
- Università Statale
- Università Statale Milano-Bicocca
- Università Cattolica del Sacro Cuore
- Università Commerciale Luigi Bocconi
- Scuola Superiore di Direzione Aziendale - Bocconi
- Università I.U.L.M.
- Università C.Cattaneo L.I.U.C.
- Università Vita-Salute San Raffaele
- L.U.C. Beato Angelico
- Accademia delle Belle Arti di Brera
- Conservatorio Superiore "G. Verdi" di Milano
- Istituto Europeo di Design
- I.S.E.F.
- Istituto Marangoni

### Radiostation
Radiostationen Discoradio sänder från Milano.

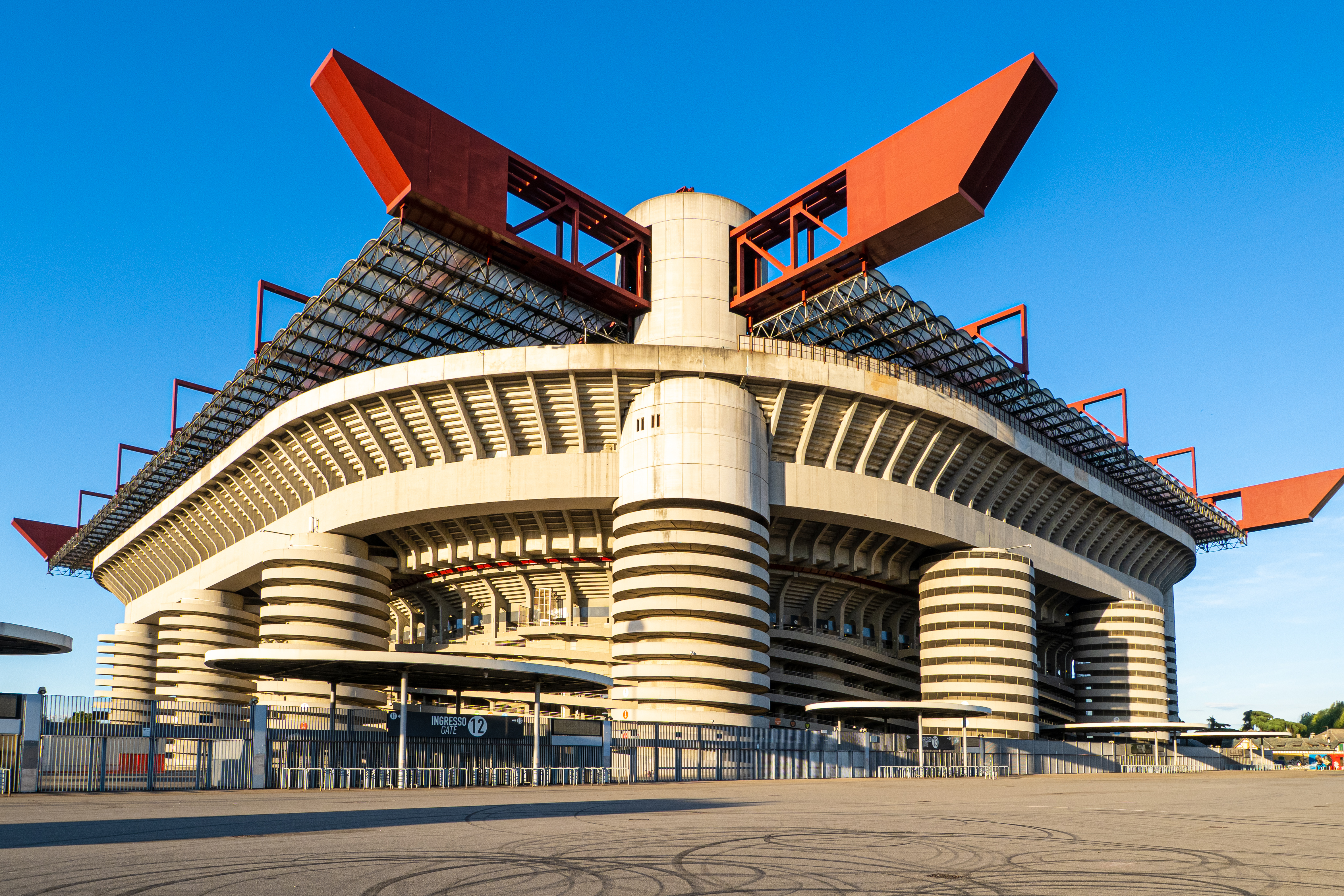
Stadio Giuseppe Meazza
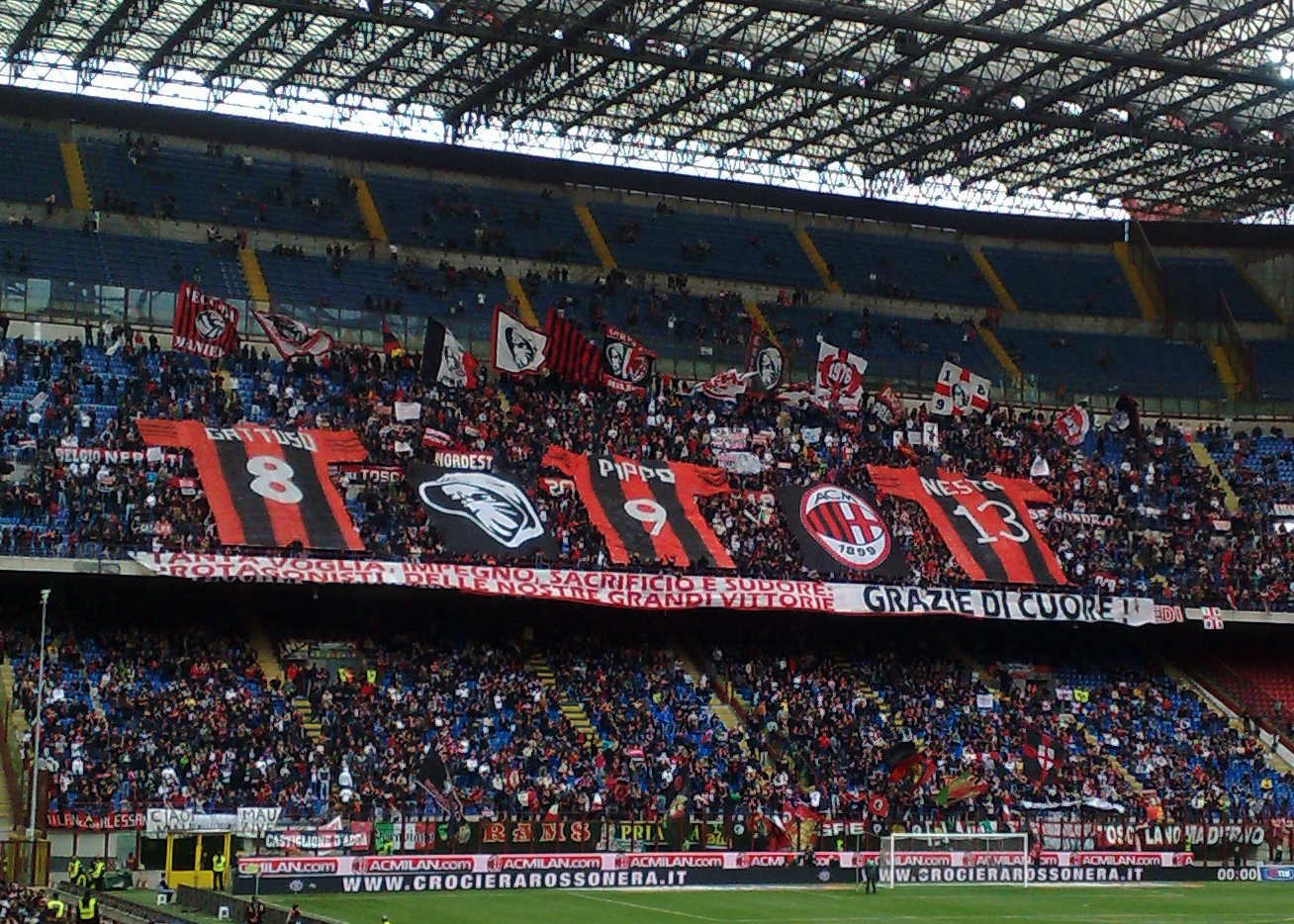
AC Milan supporters
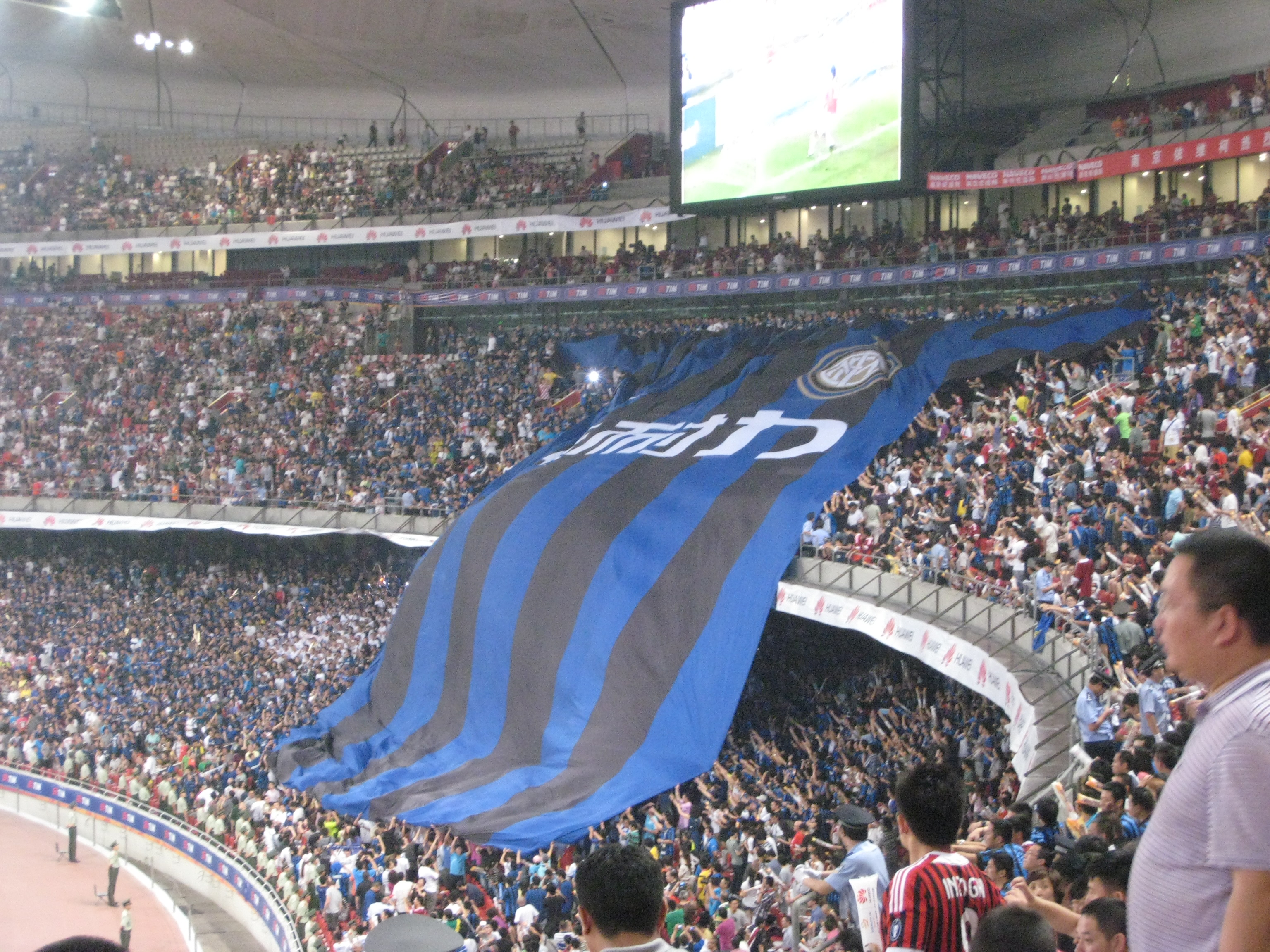
Inter supporters

## Idrott
Idrottsligt är staden bland annat känd för de framgångsrika fotbollslagen AC Milan och Inter som tillhör de mest framgångsrika lagen i Italien och Europa. Milano är den enda staden i Europa med två lag som vunnit Champions League. Milano har stått som värd för VM i fotboll 1934 och 1990 och EM 1980. I staden återfinns en av Europas största fotbollsarenor, Giuseppe Meazza med plats för 80 000 åskådare.
Milano är också hemort för ett av Italiens mest framgångsrika basketlag, Olimpia Milano

## Kända personer från Milano
- Ambrosius av Milano, biskop och kyrkofader
- Silvio Berlusconi, affärsman och politiker
- Benedicta Boccoli, skådespelerska
- Paola Capriolo, författare
- Bettino Craxi, politiker
- Paolo Maldini, fotbollsspelare
- Maurizio Milani, komiker
- Pino Presti, musiker
- Stefano Secco, sångare

## Angränsande kommuner
- Segrate
- Pioltello
- Cologno Monzese
- Brugherio
- Sesto San Giovanni
- Bresso
- Novate Milanese
- Pero
- Settimo Milanese
- Cesano Boscone
- Corsico
- San Donato Milanese
- Peschiera Borromeo
- Viale Bligny (Milano)